# جون لانسلوت تود
جون لانسلوت تود هو مهندس معماري كندي، ولد في 10 سبتمبر 1876 في فيكتوريا في كندا، وتوفي في 27 أغسطس 1949 في Sainte-Anne-de-Bellevue ‏ في كندا.